# کالینیکوس کرینگا
کالینیکوس کرینگا (انگلیسی: Kalinikos Kreanga؛ زادهٔ ۸ مارس ۱۹۷۲) یک بازیکن تنیس روی میز اهل یونان است. 
وی در مسابقات کشوری و بین‌المللی در مجموع برنده ۲ مدال طلا، ۹ مدال نقره، ۵ مدال برنز شده‌است.